# Brady Lake (Ohio)
Brady Lake es una villa ubicada en el condado de Portage en el estado estadounidense de Ohio. En el Censo de 2010 tenía una población de 464 habitantes y una densidad poblacional de 434,83 personas por km².

## Geografía
Brady Lake se encuentra ubicada en las coordenadas 41°9′45″N 81°18′45″O / 41.16250, -81.31250. Según la Oficina del Censo de los Estados Unidos, Brady Lake tiene una superficie total de 1.07 km², de la cual 0.81 km² corresponden a tierra firme y (23.79%) 0.25 km² es agua.

## Demografía
Según el censo de 2010, había 464 personas residiendo en Brady Lake. La densidad de población era de 434,83 hab./km². De los 464 habitantes, Brady Lake estaba compuesto por el 94.4% blancos, el 0.22% eran afroamericanos, el 1.29% eran amerindios, el 1.08% eran asiáticos, el 0% eran isleños del Pacífico, el 0% eran de otras razas y el 3.02% pertenecían a dos o más razas. Del total de la población el 0.86% eran hispanos o latinos de cualquier raza.